# Ōza 1996
L'Ōza 1996 è stata la quarantaquattresima edizione del torneo goistico giapponese Ōza.

## Svolgimento

### Fase preliminare
La fase preliminare serve a determinare chi accede al torneo per la selezione dello sfidante. Consiste in una serie di tornei preliminari iniziali, i cui vincitori si qualificano al torneo per la determinazione dello sfidante.
- W indica vittoria col bianco
- B indica vittoria col nero
- X indica la sconfitta
- +R indica che la partita si è conclusa per abbandono
- +N indica lo scarto dei punti a fine partita
- +F indica la vittoria per forfeit
- +T indica la vittoria per timeout
- +? indica una vittoria con scarto sconosciuto
- V indica una vittoria in cui non si conosce scarto e colore del giocatore

|  | Primo turno       | Primo turno       | Primo turno |  |  | Secondo turno     | Secondo turno     | Secondo turno    |       |              | Semifinali   | Semifinali | Semifinali |  |  | Finale | Finale | Finale |
|  |                   |                   |             |  |  |                   |                   |                  |       |              |              |            |            |  |  |        |        |        |
|  | Kimio Yamada      | Kimio Yamada      | B+R         |  |  |                   |                   |                  |       |              |              |            |            |  |  |        |        |        |
|  | Tomoyasu Mimura   | Tomoyasu Mimura   |             |  |  | Kimio Yamada      | Kimio Yamada      | W+R              |       |              |              |            |            |  |  |        |        |        |
|  | Yuichi Sonoda     | Yuichi Sonoda     | B+R         |  |  | Yuichi Sonoda     | Yuichi Sonoda     |                  |       |              |              |            |            |  |  |        |        |        |
|  | Hideyuki Fujisawa | Hideyuki Fujisawa |             |  |  |                   |                   |                  |       | Kimio Yamada | Kimio Yamada |            |            |  |  |        |        |        |
|  | Hiroshi Yamashiro | Hiroshi Yamashiro | B+6,5       |  |  |                   | Ryu Shikun        | Ryu Shikun       | B+5,5 |              |              |            |            |  |  |        |        |        |
|  | Masao Kato        | Masao Kato        |             |  |  | Hiroshi Yamashiro | Hiroshi Yamashiro |                  |       |              |              |            |            |  |  |        |        |        |
|  | Ryu Shikun        | Ryu Shikun        | B+R         |  |  | Ryu Shikun        | Ryu Shikun        | B+4,5            |       |              |              |            |            |  |  |        |        |        |
|  | Hiroshi Arimura   | Hiroshi Arimura   |             |  |  |                   |                   |                  |       |              | Ryu Shikun   | Ryu Shikun | B+2,5      |  |  |        |        |        |
|  | Mosei Ko          | Mosei Ko          |             |  |  |                   | Kōichi Kobayashi  | Kōichi Kobayashi |       |              |              |            |            |  |  |        |        |        |
|  | Shuzo Awaji       | Shuzo Awaji       | W+R         |  |  | Shuzo Awaji       | Shuzo Awaji       |                  |       |              |              |            |            |  |  |        |        |        |
|  | Hideo Otake       | Hideo Otake       | W+R         |  |  | Hideo Otake       | Hideo Otake       | B+2,5            |       |              |              |            |            |  |  |        |        |        |
|  | Cho Chikun        | Cho Chikun        |             |  |  |                   |                   |                  |       | Hideo Otake  | Hideo Otake  |            |            |  |  |        |        |        |
|  | Yoshifumi Endo    | Yoshifumi Endo    |             |  |  |                   | Kōichi Kobayashi  | Kōichi Kobayashi | W+1,5 |              |              |            |            |  |  |        |        |        |
|  | Kōichi Kobayashi  | Kōichi Kobayashi  | B+R         |  |  | Kōichi Kobayashi  | Kōichi Kobayashi  | B+0,5            |       |              |              |            |            |  |  |        |        |        |
|  | Satoshi Yuki      | Satoshi Yuki      |             |  |  | Naoto Hikosaka    | Naoto Hikosaka    |                  |       |              |              |            |            |  |  |        |        |        |
|  | Naoto Hikosaka    | Naoto Hikosaka    | W+R         |  |  |                   |                   |                  |       |              |              |            |            |  |  |        |        |        |

### Finale
La finale è una sfida al meglio delle cinque partite.